# Trachylepis hemmingi
Trachylepis hemmingi là một loài thằn lằn trong họ Scincidae. Loài này được Gans, Laurent & Pandit mô tả khoa học đầu tiên năm 1965.